# Ulica Henryka Sienkiewicza w Żywcu
Ulica Henryka Sienkiewicza – ulica w Żywcu, w dzielnicy Śródmieście. Biegnie od Rynku do brzegu Jeziora Żywieckiego.
Początkowo jej południowy odcinek nosił nazwę ulicy Krakowskiej, natomiast poza zabudowaniami miejskimi – ulicy św. Marka. W 1926 roku Rada Miasta na wniosek Towarzystwa Szkoły Ludowej nadała obu traktom nazwę ulicy Henryka Sienkiewicza.
W 2011 roku wybudowano połączenie ulicy z rondem przy tzw. Nowym Moście, w ramach budowy obwodnicy północnej miasta. W związku z tą inwestycją zostało także wybudowane rondo na skrzyżowaniu z ul. Krakowską.
Od czasu oddania do użytku północnej obwodnicy miasta, ulica na całej długości ma status drogi gminnej.

## Najważniejsze obiekty
Przy ulicy Sienkiewicza znajdują się między innymi:
- Prywatna Szkoła Podstawowa im. Stefana Wyszyńskiego
- Szkoła Muzyczna I i II stopnia
- Szpital Powiatowy
- Kościół św. Marka
- Zabytkowy cmentarz przy kościele św. Marka
- Ośrodek Kształcenia Zawodowego
- Stacja benzynowa Bliska
- Zabytkowe zabudowania młyna (ul. H. Sienkiewicza 89)[4], pochodzące z 1827, następnie rozbudowywane[5]